# غووج ستريت (محطة مترو أنفاق لندن)
غووج ستريت (بالإنجليزية: Goodge Street)‏ هي إحدى محطات مترو أنفاق لندن. تقع على خط نورذيرن افتتحت في المنطقة (Zone) رقم 1 افتتحت في 22 يونيو 1907.

## معرض صور

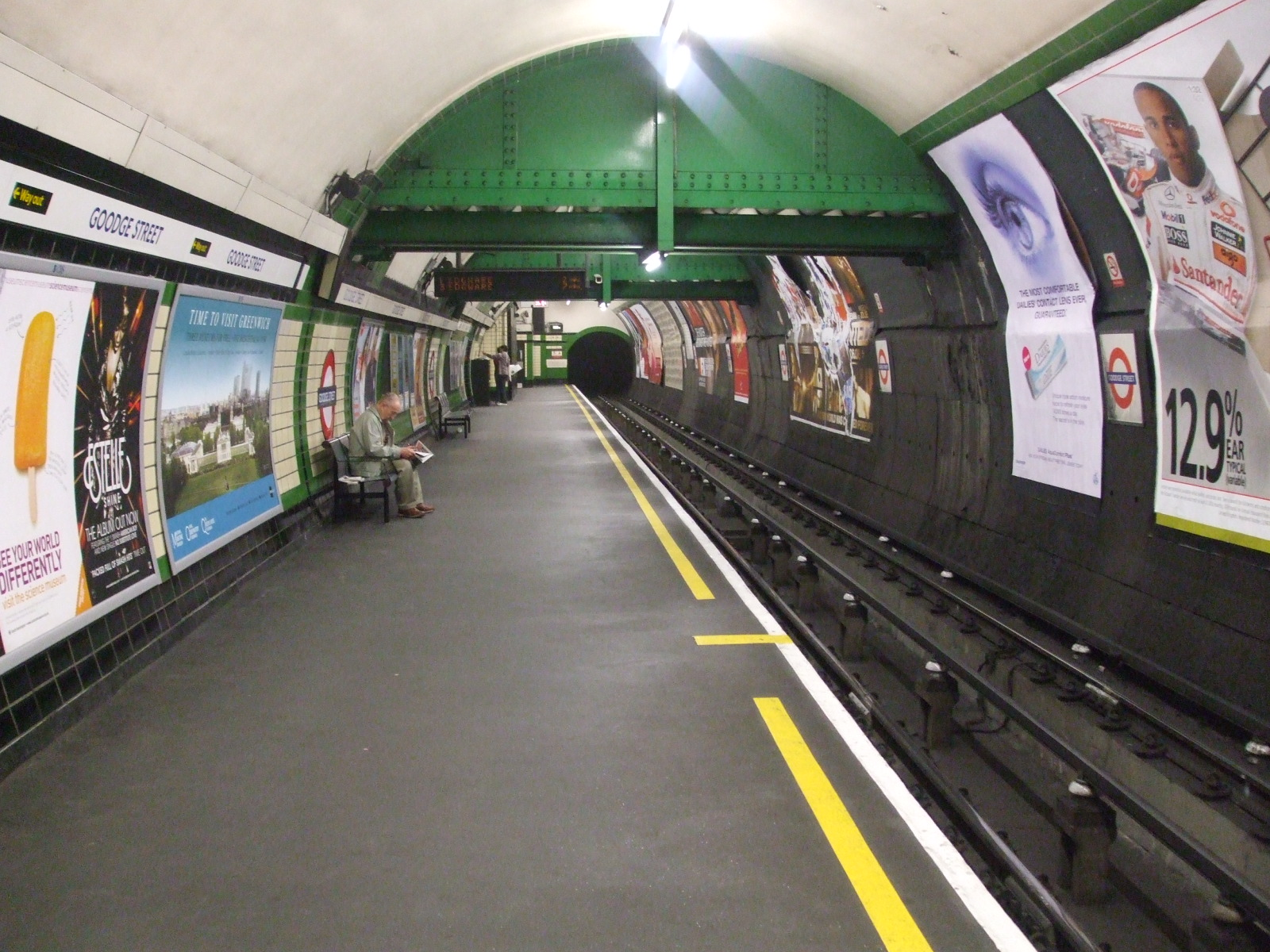
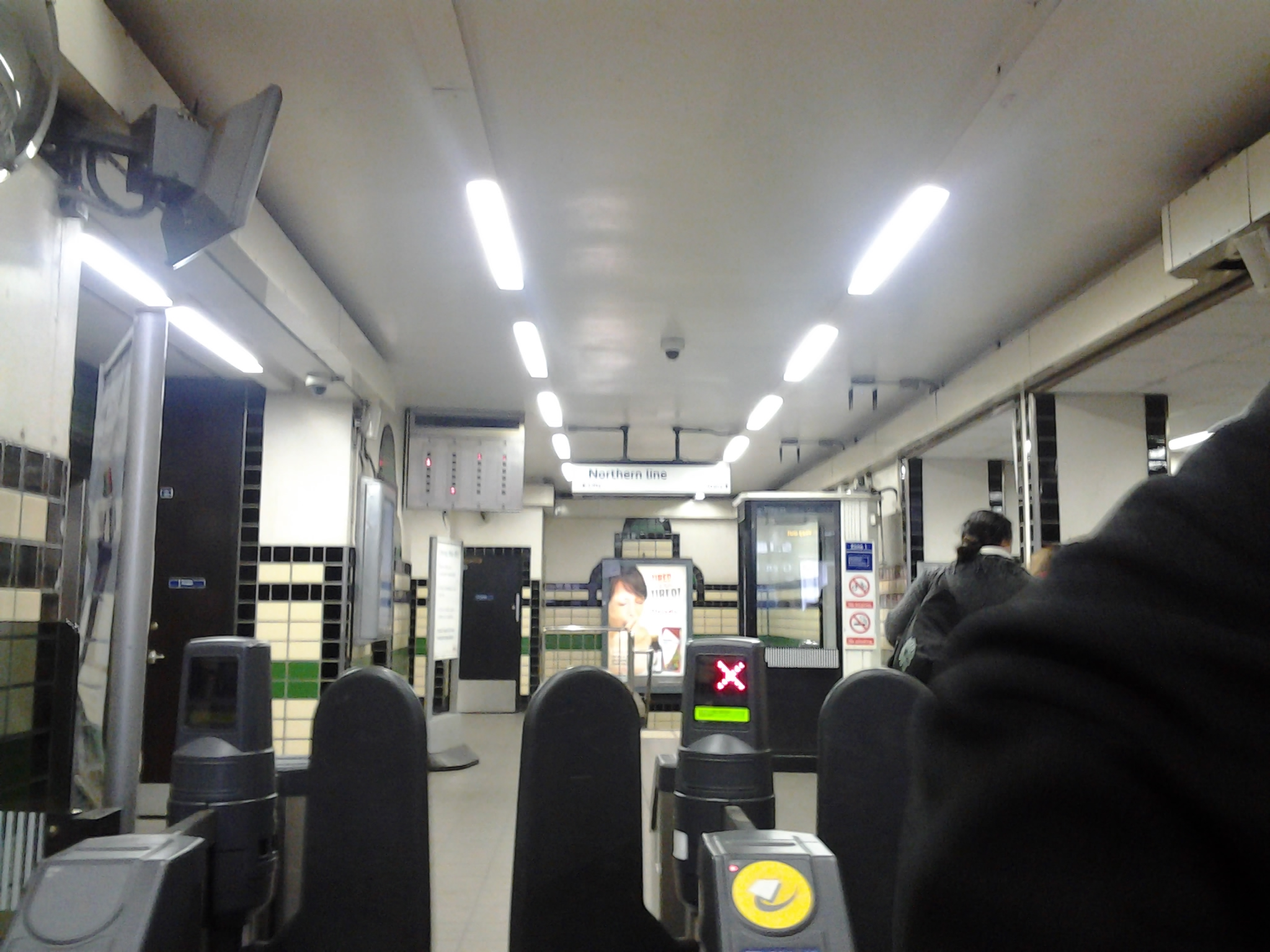
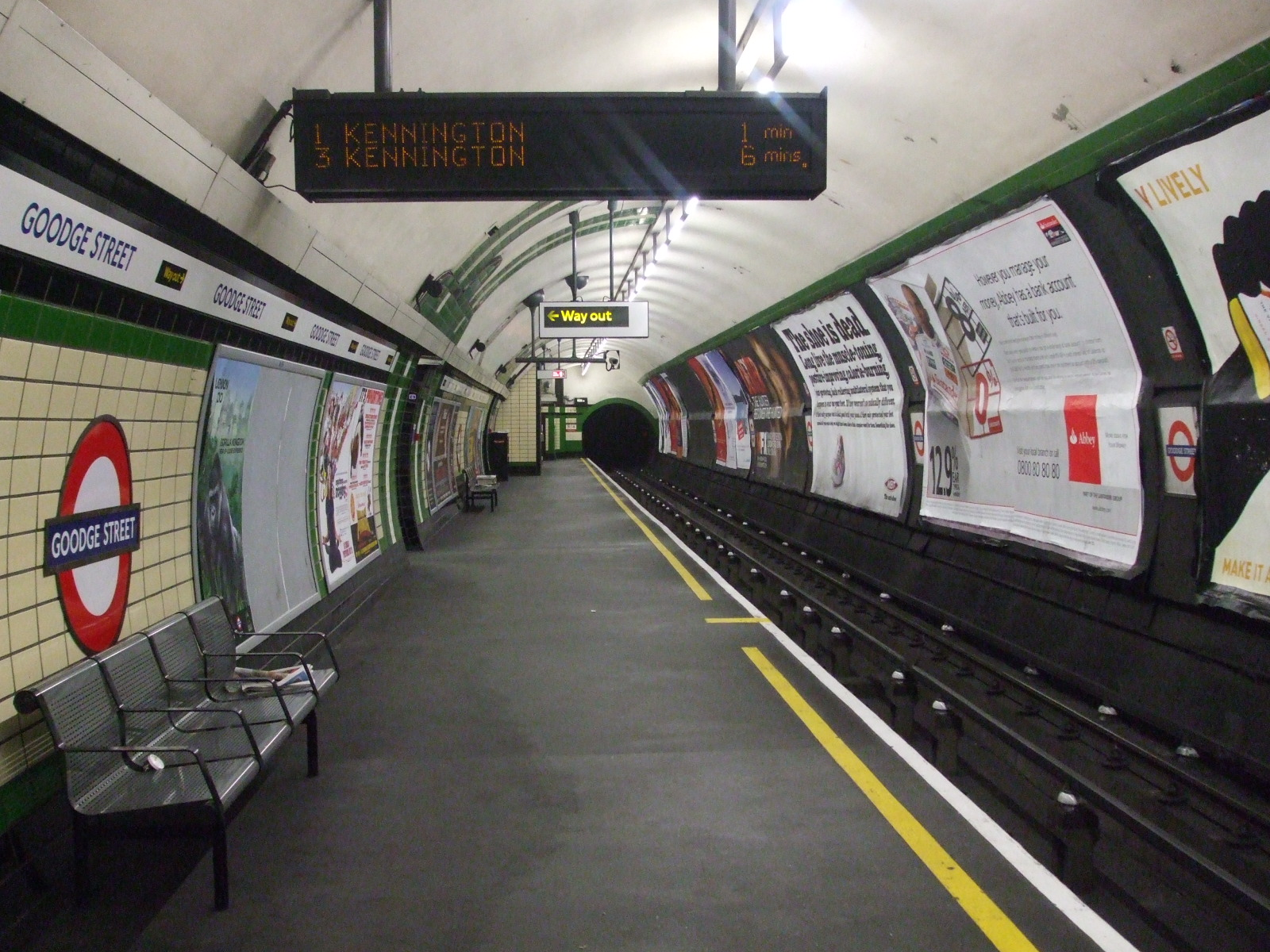
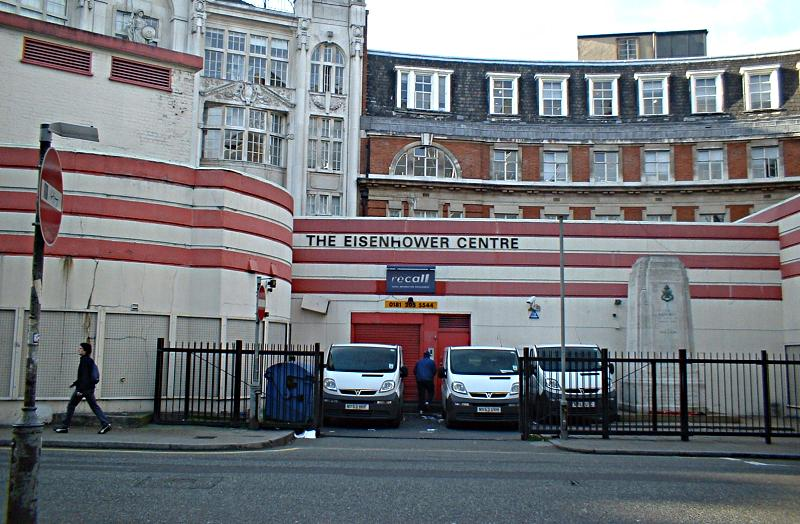
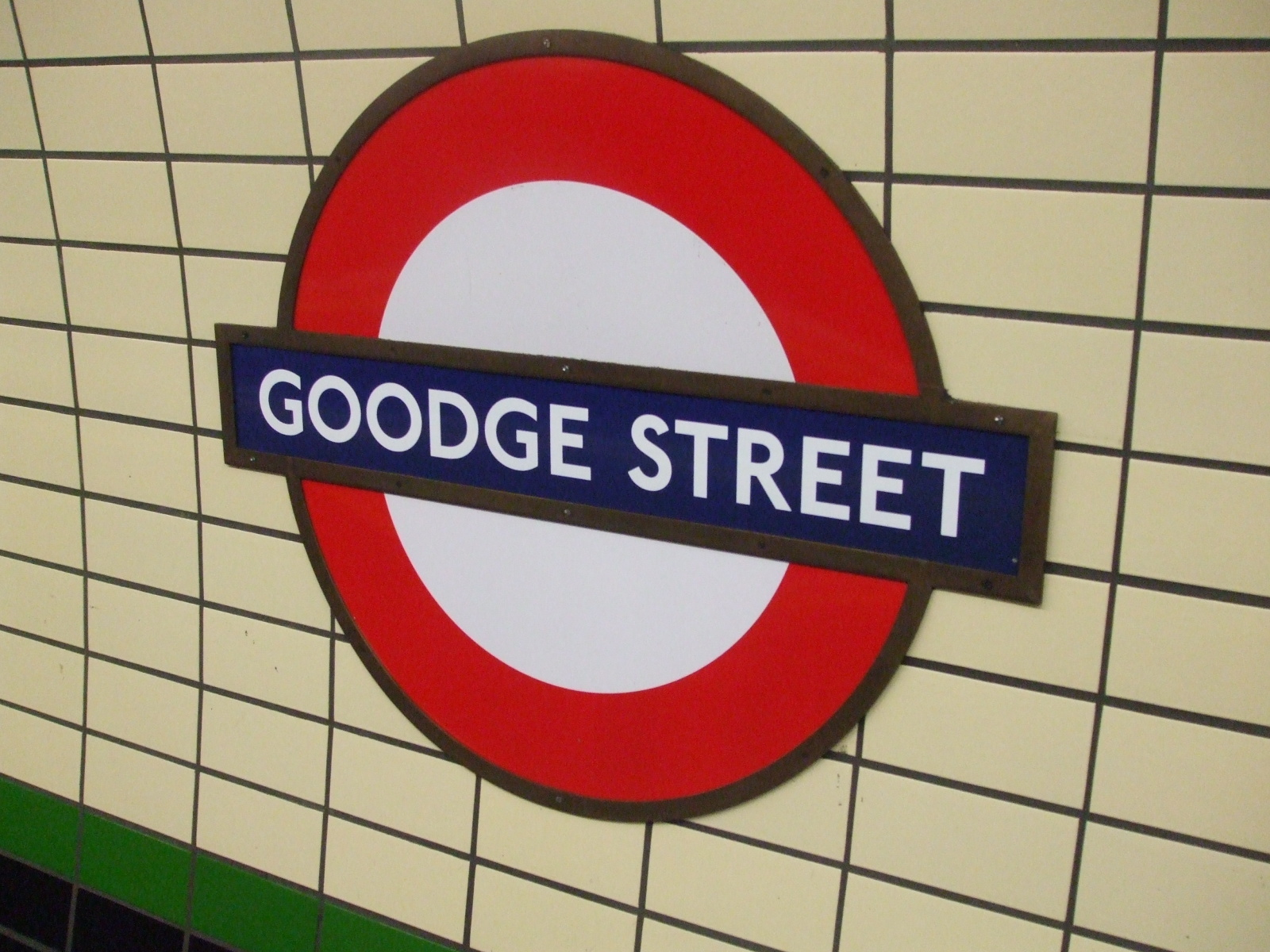